# 미헤일 카벨라슈빌리
미헤일 카벨라슈빌리(조지아어: მიხეილ ყაველაშვილი, 조지아어 발음: [miχeil qʼaveɫaʃʷili], 1971년 7월 22일~)는 조지아의 정치인이자 은퇴한 축구 선수로, 2024년 12월 29일 조지아의 제6대 대통령으로 취임하였다. 그의 당선은 조지아 야당을 포함해 일부 국제 사회에서도 이의 제기를 받았다. 당시 대선에는 그가 단독 대선후보였다.
과거 축구 선수로서 그는 잉글랜드 프리미어리그의 맨체스터 시티와 스위스 슈퍼리그의 여러 클럽에서 활약한 스트라이커였다. 또한 조지아 국가대표로 46경기에 출전해 9골을 기록했다.
카벨라슈빌리는 2016년 총선에서 당시 집권 여당인 조지아의 꿈-민주 조지아 소속으로 출마해 처음으로 국회의원에 당선되었다. 2022년 그는 조지아의 꿈의 위성 정당인 "민중의 힘"을 공동 창당하였다. 2024년 11월, 그는 조지아 대통령 후보로 출마했지만 2017년에 헌법 개정으로 인해 대통령의 권한은 많이 축소되었다. 카벨라슈빌리의 대통령 당선 이후 야당과 전임 대통령 살로메 주라비슈빌리를 포함해 조지아의 감사 단체, 헌법 전문가들은 그의 당선을 "불법"이라고 주장했다. 조지아 독립 이후 역사상 처음으로 대선이 단독 후보로 치러졌으며, 유권자들에게는 다른 선택지가 주어지지 않았다.